# همانگونه که هستی (ترانه برونو مارس)
"همانگونه که هستی" (به انگلیسی: Just the Way You Are) یک ترانه آغازین از هنرمند آمریکایی برونو مارس است که از اولین آلبوم استودیویی وی Doo-Wops & Hooligans منتشر شده‌است. در ۲۰ ژوئیه ۲۰۱۰ در آمریکا منتشر شد. این ترانه موفق به فروش بیش از ۱۲٫۵ میلیون نسخه در سراسر جهان شد و به یکی از پرفروش‌ترین ترانه‌ها بدل گردید همچنین برنده جایزه گرمی برای بهترین خوانندگی پاپ مرد شد.